# Cerastis rufomedialis
Cerastis rufomedialis är en fjärilsart som beskrevs av Nobukatsu Marumo 1920. Cerastis rufomedialis ingår i släktet Cerastis och familjen nattflyn. Inga underarter finns listade i Catalogue of Life.